# EO Водолея
EO Водолея (лат. EO Aquarii) — двойная затменная переменная звезда типа Алголя (EA) в созвездии Водолея на расстоянии приблизительно 7863 световых лет (около 2411 парсеков) от Солнца. Видимая звёздная величина звезды — от +16m до +14,1m. Орбитальный период — около 3,116 суток.

## Характеристики
Первый компонент — жёлтая звезда спектрального класса G-F. Эффективная температура — около 6007 К.